# Доній Класнич
Доній Класнич (хорв. Donji Klasnić) — населений пункт у Хорватії, у Сисацько-Мославинській жупанії у складі міста Глина.

## Населення
Населення за даними перепису 2011 року становило 90 осіб.
Динаміка чисельності населення поселення:

## Клімат
Середня річна температура становить 10,59 °C, середня максимальна – 24,73 °C, а середня мінімальна – -5,74 °C. Середня річна кількість опадів – 1095 мм.
| Клімат поселення                              | Клімат поселення | Клімат поселення | Клімат поселення | Клімат поселення | Клімат поселення | Клімат поселення | Клімат поселення | Клімат поселення | Клімат поселення | Клімат поселення | Клімат поселення | Клімат поселення | Клімат поселення |
| Показник                                      | Січ.             | Лют.             | Бер.             | Квіт.            | Трав.            | Черв.            | Лип.             | Серп.            | Вер.             | Жовт.            | Лист.            | Груд.            |                  |
| Середній максимум, °C                         | 7,30             | 8,68             | 12,97            | 16,95            | 21,55            | 24,73            | 23,63            | 23,06            | 19,62            | 15,02            | 9,22             | 5,48             |                  |
| Середня температура, °C                       | 0,77             | 2,17             | 6,44             | 10,44            | 15,03            | 18,21            | 19,97            | 19,39            | 15,96            | 11,36            | 5,56             | 1,80             |                  |
| Середній мінімум, °C                          | −5,74            | −4,35            | −0,08            | 3,92             | 8,50             | 11,68            | 16,28            | 15,74            | 12,27            | 7,69             | 1,88             | −1,87            |                  |
| Норма опадів, мм                              | 68               | 68               | 78               | 91               | 94               | 101              | 96               | 95               | 101              | 103              | 112              | 88               |                  |
| Середньомісячна швидкість вітру, м/с          | 1.67             | 1.81             | 2.20             | 2.10             | 1.92             | 1.72             | 1.70             | 1.60             | 1.59             | 1.66             | 1.73             | 1.75             |                  |
| Середньомісячна сонячна радіація, кДж/м²·день | 4372             | 7092             | 10711            | 15193            | 19320            | 21387            | 22638            | 19587            | 14451            | 9137             | 4836             | 3618             |                  |
| --------------------------------------------- | ---------------- | ---------------- | ---------------- | ---------------- | ---------------- | ---------------- | ---------------- | ---------------- | ---------------- | ---------------- | ---------------- | ---------------- | ---------------- |
| Джерело:                                      |                  |                  |                  |                  |                  |                  |                  |                  |                  |                  |                  |                  |                  |